# صموئيل فايس
صموئيل فايس (بالإنجليزية: Samuel Weiss) (و. 1955  م) هو عالم كيمياء حيوية، وعالم أعصاب، وأستاذ جامعي كندي.

## التعليم
تعلم في جامعة مكغيل.

## جوائز
حصل على جوائز منها:
- جائزة مؤسسة غيردنر الدولية (2008)
- جائزة اللدونة العصبية  [لغات أخرى]‏ (2002).